# 1,2-Dihidroksi-6-metilcikloheksa-3,5-dienkarboksilat dehidrogenaza
1,2-Dihidroksi-6-metilcikloheksa-3,5-dienkarboksilat dehidrogenaza (EC 1.3.1.68, 1,2-dihidroksi-6-metilcikloheksa-3,5-dienkarboksilatna dehidrogenaza) je enzim sa sistematskim imenom 1,2-dihidroksi-6-metilcikloheksa-3,5-dienkarboksilat:NAD+ oksidoreduktaza (dekarboksilacija). Ovaj enzim katalizuje sledeću hemijsku reakciju
1,2-dihidroksi-6-metilcikloheksa-3,5-dienekarboksilat + NAD+ {\displaystyle \rightleftharpoons } 3-metilkatehol + NADH + CO2
Ovaj enzim učestvuje u degradaciji o-ksilena kod bakterija.

## Literatura
- Nicholas C. Price; Lewis Stevens (1999). Fundamentals of Enzymology: The Cell and Molecular Biology of Catalytic Proteins (Third изд.). USA: Oxford University Press. ISBN 019850229X.
- Eric J. Toone (2006). Advances in Enzymology and Related Areas of Molecular Biology, Protein Evolution (Volume 75 изд.). Wiley-Interscience. ISBN 0471205036.
- Branden C; Tooze J. Introduction to Protein Structure. New York, NY: Garland Publishing. ISBN 0-8153-2305-0.
- Irwin H. Segel. Enzyme Kinetics: Behavior and Analysis of Rapid Equilibrium and Steady-State Enzyme Systems (Book 44 изд.). Wiley Classics Library. ISBN 0471303097.

## Spoljašnje veze
- 1,2-dihydroxy-6-methylcyclohexa-3,5-dienecarboxylate+dehydrogenase на 